# دراکو و مالفوی‌ها
دراکو و مالفوی‌ها (انگلیسی: Draco and the Malfoys)یک گروه موسیقی آمریکایی در سبک راک جادوگر است که موسیقی اش بر اساس شخصیت دراکو مالفوی شکل گرفته‌است.